# Terminal (Xfce)
Terminal – emulator terminali autorstwa Benedikta Meurera, będący częścią środowiska Xfce. W założeniu lekki, lecz mający duże możliwości; mocno konfigurowalny. Umożliwia zmianę wyglądu (fonty, kolory, tło, obecność pasków menu i narzędzi, skład paska narzędzi) i zachowania (np. możliwość włączenia/wyłączenia automatycznego przewijania w momencie wpisania znaku; skróty klawiaturowe).
Obsługuje pseudoprzezroczystość i prawdziwą przezroczystość (o ile dostępne jest composite).
Ma możliwość otwarcia wewnątrz jednego okna wielu kart.